# Yann Pivois
Yann Pivois, né le 20 janvier 1976 au Mans, est un coureur cycliste français.

## Biographie
En 2010, son contrat avec Bretagne-Schuller n'est pas renouvelé.

## Palmarès
- 1996
  - Tour du Canton de Bourbon-l'Archambault
  - 3e étape du Tour du Grand-Bornand
- 1997
  - Chrono d'Allouis
- 1999
  - Route d'Or du Poitou
  - 3e du Grand Prix des Foires d'Orval
- 2001
  - Grand Prix des Grattons
  - 2e du Souvenir Louison-Bobet
  - 3e du Challenge Mayennais
  - 3e du Tour de la Porte Océane
  - 3e du Tour du Canton de Châteaumeillant
- 2002
  - Trophée des champions
  - 3e de Jard-Les Herbiers
  - 3e de la Route d'Or du Poitou
- 2003
  - Champion de l'Orléanais
  - 2e des Boucles catalanes
  - 2e du Tour du Canton de Dun-le-Palestel
  - 2e du Trophée des champions
  - 3e du Souvenir Louison-Bobet
  - 3e du Tour du Périgord
  - 3e du Prix des Moissons
- 2004
  - Classement général du Tour Nivernais Morvan
  - Prix des Moissons
  - 9e étape du Tour de Nouvelle-Calédonie
  - 2e du Tour de la Creuse
  - 2e du Grand Prix de Plouay amateurs
  - 3e de la Boucle de l'Artois
  - 3e du Tour du Tarn-et-Garonne
  - 3e du Tour des Deux-Sèvres
  - 3e du Prix des Vins Nouveaux
- 2005
  - 1re étape de l'Essor breton
  - 2e du Tour du Doubs
  - 3e de Manche-Atlantique
  - 3e du Tour du Tarn-et-Garonne
  - 3e du Tour des Deux-Sèvres
- 2007
  - Grand Prix de Fougères
  - Trio normand (avec Charles Guilbert et Noan Lelarge)
- 2008
  - 2e étape du Tour de la Manche
  - 2e de la Tropicale Amissa Bongo
- 2009
  - Classique Champagne-Ardenne
- 2010
  - 2e d'Orvault-Saint-Nazaire-Orvault
  - 2e du championnat du Poitou-Charentes

## Classements mondiaux
| Année           | 2005 | 2006 | 2007 | 2008 | 2009 |
| --------------- | ---- | ---- | ---- | ---- | ---- |
| UCI Africa Tour |      |      |      | 28e  |      |
| UCI Europe Tour | 284e | 225e | 677e | 686e | 796e |